# Simon I av Lothringen
Simon I av Lothringen, född 1076, död 1138, var regerande hertig av Lothringen från 1115 till 1138.